# Філіпсбург (Сінт-Мартен)
Філіпсбу́рг (нід. Philipsburg, [filɪpsbʏrx]) — єдине місто Сінт-Мартена (нідерландської частини острова Святого Мартина), який є його столицею, місцем розміщення органів влади. Населення 1338 осіб (2006).

## Клімат
Місто знаходиться у зоні, котра характеризується кліматом тропічних саван. Найтепліший місяць — вересень із середньою температурою 28,1 °C (82,5 °F). Найхолодніший місяць — лютий, із середньою температурою 24,7 °C (76,5 °F).
| Клімат Філіпсбурга      | Клімат Філіпсбурга | Клімат Філіпсбурга | Клімат Філіпсбурга | Клімат Філіпсбурга | Клімат Філіпсбурга | Клімат Філіпсбурга | Клімат Філіпсбурга | Клімат Філіпсбурга | Клімат Філіпсбурга | Клімат Філіпсбурга | Клімат Філіпсбурга | Клімат Філіпсбурга | Клімат Філіпсбурга |
| Показник                | Січ.               | Лют.               | Бер.               | Квіт.              | Трав.              | Черв.              | Лип.               | Серп.              | Вер.               | Жовт.              | Лист.              | Груд.              | Рік                |
| Абсолютний максимум, °C | 31,1               | 35                 | 35                 | 31,1               | 34,4               | 37,8               | 36,7               | 38,3               | 32,8               | 34,4               | 38,9               | 36,7               | 38,9               |
| Середній максимум, °C   | 27,8               | 27,2               | 27,8               | 28,3               | 28,9               | 30                 | 30                 | 30,6               | 30,6               | 30                 | 28,9               | 27,8               | 28,9               |
| Середня температура, °C | 25                 | 24,7               | 25,3               | 25,8               | 26,7               | 27,5               | 27,5               | 27,8               | 28,1               | 27,5               | 26,4               | 25,6               | 26,4               |
| Середній мінімум, °C    | 22,2               | 22,2               | 22,8               | 23,3               | 24,4               | 25                 | 25                 | 25                 | 25,6               | 25                 | 23,9               | 23,3               | 23,9               |
| Абсолютний мінімум, °C  | 18,3               | 20                 | 19,5               | 20,6               | 20                 | 20,6               | 20,6               | 20                 | 20,6               | 21,7               | 21,1               | 20,6               | 18,3               |
| ----------------------- | ------------------ | ------------------ | ------------------ | ------------------ | ------------------ | ------------------ | ------------------ | ------------------ | ------------------ | ------------------ | ------------------ | ------------------ | ------------------ |
| Джерело: Weatherbase    |                    |                    |                    |                    |                    |                    |                    |                    |                    |                    |                    |                    |                    |

## Історія
Місто займає вузьку смужку землі — довгу піщану косу, яка відокремлює лагуну Салт-Понд від затоки Грейт-Бей. Джон Філіпс, моряк голландського флоту шотландського походження, дав імпульс розвитку острова, заснувавши на ньому кілька цукрових заводів. Через деякий час Філіпс був призначений міським головою, а з 1738 року місто отримало його ім'я. Філіпсбург перетворився на центр міжнародної торгівлі.

## Інфраструктура

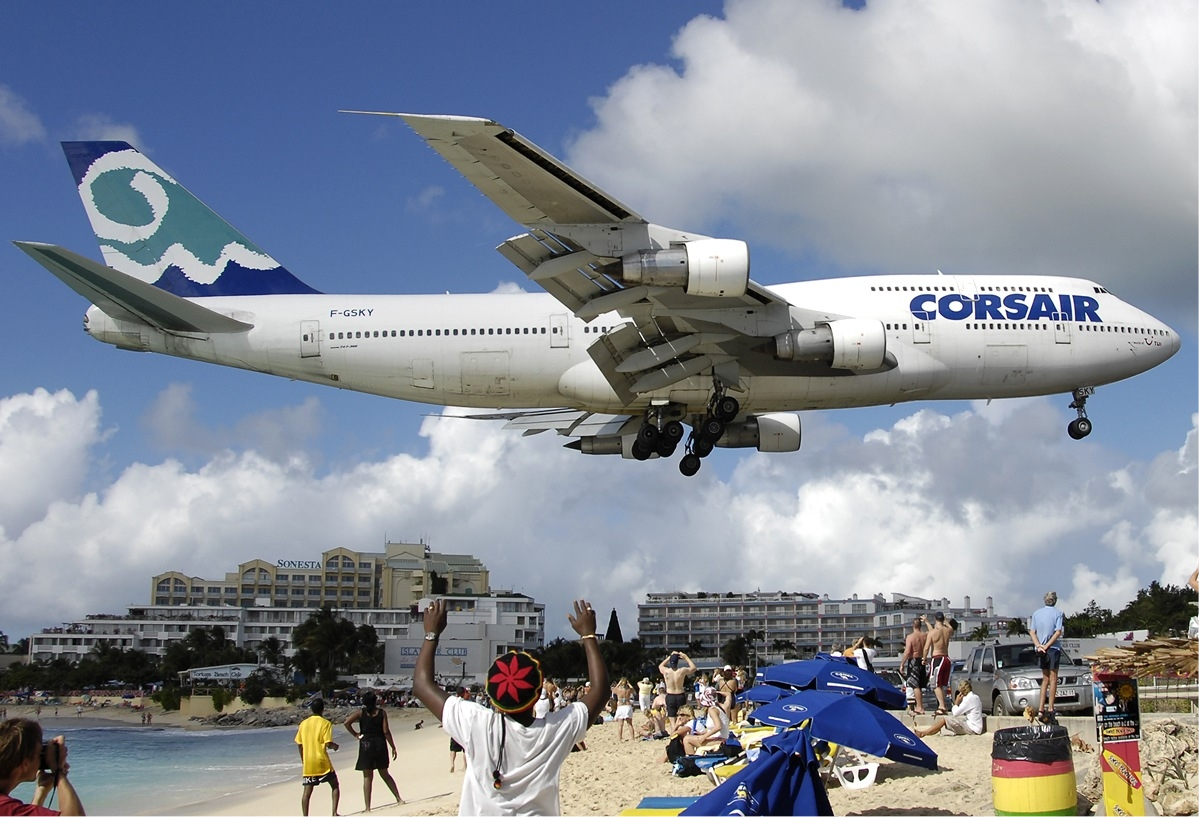
Corsair Boeing 747-300 під час приземлення

Місто складається всього з двох вулиць: Ворстрат (Передня вулиця) і Ахтерстрат (Тильна вулиця), — з'єднаних між собою мережею коротких і вузьких провулків. Більшість місцевих будівель належать до класичних зразків ранньої колоніальної архітектури — круті черепичні дахи, червоно-білі фасади та невеликі вікна з частими фарбованими рамами, які практично копіюють старі голландські сільські будинки.
У місті є 6 церков, монумент королеви Вільгельміни, Музей Сінт-Мартена з обширною історичною колекцією і зборами предметів із затонулого 1801 року біля стін форту Амстердам фрегата «Прозеліту». На Передній вулиці знаходиться біла дерев'яна будівля суду, збудована у 1793 році.
Недалеко від міста знаходиться аеропорт Mid-State. На захід від Філіпсбург — Міжнародний аеропорт імені Принцеси Юліани|Аеропорт Принцеси Юліани, один із найбільших аеропортів регіону.